# Кидиппа (дочь Охима)
Киди́ппа (др.-греч. Κυδίππη) — персонаж древнегреческой мифологии. 
Девушка с Родоса, дочь Охима и Гегетории. Жена Керкафа, мать Линда, Иалиса и Камира. Её также называют Кирбией. Отец просватал её за Окридиона, но влюбленный в неё Керкаф уговорил вестника отвести её к нему. Керкаф и Кидиппа бежали и вернулись, когда Охим состарился. На картине Кидиппу изобразил Протоген.